# (6049) Toda
(6049) Toda (1991 VP) – planetoida z pasa głównego asteroid okrążająca Słońce w ciągu 3,7 lat w średniej odległości 2,39 j.a. Odkryta 2 listopada 1991 roku.